# Хапи Вали (град, Орегон)
Хапи Вали (на английски: Happy Valley) е град в окръг Клакамас, щата Орегон, САЩ. Хапи Вали е с население от 4519 жители (2000) и обща площ от 7 km². Намира се на 151,5 m надморска височина. ЗИП кодът му е 97086, а телефонният му код е 503.